# Брекнок Тауншип (округ Беркс, Пенсільванія)
Брекнок Тауншип (англ. Brecknock Township) — селище (англ. township) в США, в окрузі Беркс штату Пенсільванія. Населення — 4602 особи (2020).

## Демографія
Згідно з переписом 2010 року, у селищі мешкало 4585 осіб у 1661 домогосподарстві у складі 1329 родин. Було 1733 помешкання
Расовий склад населення:
| - 95,6 % — білих - 1,7 % — азіатів - 1,2 % — чорних або афроамериканців - 0,1 % — корінних американців |

До двох чи більше рас належало 1,1 %. Частка іспаномовних становила 2,1 % від усіх жителів.
За віковим діапазоном населення розподілялося таким чином: 23,8 % — особи молодші 18 років, 63,3 % — особи у віці 18—64 років, 12,9 % — особи у віці 65 років та старші. Медіана віку мешканця становила 44,4 року. На 100 осіб жіночої статі у селищі припадало 106,9 чоловіків;  на 100 жінок у віці від 18 років та старших — 103,1 чоловіків також старших 18 років.
Середній дохід на одне домашнє господарство  становив 93 854 долари США (медіана — 81 594), а середній дохід на одну сім'ю — 104 715 доларів (медіана — 92 050). Медіана доходів становила 54 000 доларів для чоловіків та 46 813 долари для жінок. За межею бідності перебувало 3,3 % осіб, у тому числі 2,9 % дітей у віці до 18 років та 3,5 % осіб у віці 65 років та старших.
Цивільне працевлаштоване населення становило 2423 особи. Основні галузі зайнятості: виробництво — 21,4 %, освіта, охорона здоров'я та соціальна допомога — 20,2 %, роздрібна торгівля — 11,1 %, науковці, спеціалісти, менеджери — 10,8 %.